# Pygocoelis congonis
Pygocoelis congonis är en skalbaggsart som beskrevs av Desbordes 1924. Pygocoelis congonis ingår i släktet Pygocoelis och familjen stumpbaggar. Inga underarter finns listade i Catalogue of Life.